# Budi uvijek blizu
Budi uvijek blizu je četvrti album sastava Novi fosili. Prodan u nakladi od 712.000 primjeraka (čime je dosegao dijamantnu nakladu), ovo je najprodavaniji album Novih fosila.

## Popis pjesama
A strana
1. "Plava košulja" - 3:48
(Rajko Dujmić, Momčilo Popadić, Rajko Dujmić)
2. "Saša" - 4:08
(Rajko Dujmić, Dea Volarić, Rajko Dujmić)
3. "O ne (sad je kasno)" - 4:07
(Rajko Dujmić, Dea Volarić, Rajko Dujmić, Vladimir Kočiš)
4. "Tonka" - 3:28
(Rajko Dujmić, Momčilo Popadić, Rajko Dujmić)
5. "Joj, joj" - 3:00
(Rajko Dujmić, Mario Mihaljević, Rajko Dujmić)

B strana
1. "Tko zna s kim ti čekaš zoru" - 3:07
(Rajko Dujmić, Momčilo Popadić, Rajko Dujmić)
2. "Hoću li znati" - 3:36
(Rajko Dujmić, Dea Volarić, Rajko Dujmić)
3. "Mimi" - 4:13
(Rajko Dujmić, Momčilo Popadić, Rajko Dujmić)
4. "Ključ je ispod otirača" - 4:16
(Rajko Dujmić, Momčilo Popadić, Rajko Dujmić, Radan Bosner)
5. "Budi uvijek blizu" - 3:16
(Rajko Dujmić, Drago Britvić, Rajko Dujmić, Vladimir Kočiš)